# تايلور هاروود
تايلور هاروود (بالإنجليزية: Taylor Harwood-Bellis)‏ (مواليد 30 يناير 2002) هو لاعب كرة قدم إنجليزي يلعب كمدافع في نادي مانشستر سيتي.

## روابط خارجية
- تايلور هاروود على موقع الاتحاد الأوربي (الإنجليزية)
- تايلور هاروود على موقع قاعدة بيانات كرة القدم.إي يو (الإنجليزية)
- تايلور هاروود على موقع ناشيونال فوتبول تيمز (الإنجليزية)
- تايلور هاروود على موقع Soccerbase.com (لاعب) (الإنجليزية)
- تايلور هاروود على موقع Soccerway.com (الإنجليزية)
- تايلور هاروود على موقع عالم كرة القدم.نت (الإنجليزية)